# Кисак
Киса́к (болг. Късак) — село в Смолянській області Болгарії. Входить до складу общини Доспат.

## Населення
За даними перепису населення 2011 року у селі проживали 835 осіб.
Національний склад населення села:
| Національність   | Кількість осіб | Відсоток |
| ---------------- | -------------- | -------- |
| болгари          | 293            | 52,6%    |
| турки            | 17             | 3,1%     |
| цигани           | 0              | 0%       |
| інша             | 85             | 15,3%    |
| не визначились   | 162            | 29,1%    |
| Всього відповіли | 557            |          |

Розподіл населення за віком у 2011 році:
Динаміка населення: